# Asz-Szabatlijja
Asz-Szabatlijja (arab. الشبطلية) – miasto w Syrii, w muhafazie Latakia. W 2004 roku liczyło 3306 mieszkańców.